# Campionato francese di rugby a 15 1979-1980
Il Campionato francese di rugby a 15 1979-1980  fu disputato con una nuova formula: L'élite è formata da 40 squadre, divise in 4 gruppi di 10. Le prime 8 di ogni gruppo si qualificano per la fase finale ad eliminazione diretta.
Per la prima volta nessuna squadra del "Gruppo B" viene ammessa alla fase finale.
Il titolo va ancora una volta all'AS Béziers che supera lo Stade toulousain in finale.
Béziers si riprende il titolo ceduto l'anno precedente, mentre Tolosa dovrà attendere il 1985 per conquistare il titolo.

## Fase di qualificazione
(Le squadre sono indicate secondo la classifica finale del gruppo di qualificazione. In grassetto le qualificate al turno successivo)
| - AS Béziers - USA Perpignan - SC Graulhet - RC Narbonne - FC Grenoble - Saint-Jean-de-Luz OR - US bressane - Club olympique Creusot Bourgogne\|Montchanin - Thuir - Racing club de France | - RC Toulon - Section paloise - RRC Nice - AS Montferrand - US Carcassonne - FC Auch - SC Mazamet - ES Avignon Saint-Saturnin - CA Périgueux - US Montauban |
| - Stade bagnérais - SC Tulle - Aviron bayonnais - Stadoceste tarbais - CA Brive - Biarritz olympique - US Dax - Boucau stade - Stade rochelais - USA Limoges                               | - SU Agen - FC Lourdes - FC Oloron - Stade toulousain - CA Bègles - US Romans - Stade aurillacois - Valence - Castres olympique - CS Bourgoin-Jallieu       |

## Sedicesimi di finale
(In grassetto le qualificate agli ottavi di finale)
| Squadra 1        | Squadra 2                 | Risultati |
| ---------------- | ------------------------- | --------- |
| AS Béziers       | Valence                   | 41-6      |
| RC Narbonne      | US Carcassonne            | 9-6       |
| RRC Nice         | SC Mazamet                | 22-15     |
| FC Oloron        | Stade aurillacois         | 6-9       |
| USA Perpignan    | US bressane               | 22-9      |
| SC Graulhet      | Biarritz olympique        | 14-7      |
| AS Montferrand   | FC Grenoble               | 10-3      |
| Stade bagnérais  | Boucau stade              | 21-3      |
| SC Tulle         | US Dax                    | 15-6      |
| FC Lourdes       | Saint-Jean-de-Luz OR      | 28-3      |
| CA Brive         | Stadoceste tarbais        | 12-9      |
| Section paloise  | FC Auch                   | 18-3      |
| SU Agen          | Montchanin                | 21-11     |
| Stade toulousain | CA Bègles                 | 17-7      |
| Aviron bayonnais | US Romans                 | 18-11     |
| RC Toulon        | ES Avignon Saint-Saturnin | 28-9      |

## Ottavi di finale
(In grassetto le qualificate ai quarti di finale)
| Squadra 1        | Squadra 2         | Risultati |
| ---------------- | ----------------- | --------- |
| AS Béziers       | RC Narbonne       | 21-10     |
| RRC Nice         | Stade aurillacois | 29-9      |
| USA Perpignan    | SC Graulhet       | 12-3      |
| AS Montferrand   | Stade bagnérais   | 11-13     |
| SC Tulle         | FC Lourdes        | 15-9      |
| CA Brive         | Section paloise   | 15-6      |
| SU Agen          | Stade toulousain  | 4-9       |
| Aviron bayonnais | RC Toulon         | 25-14     |

## Quarti di finale
(In grassetto le qualificate alle semifinali)
| Squadra 1        | Squadra 2        | Risultati |
| ---------------- | ---------------- | --------- |
| AS Béziers       | RRC Nice         | 19-15     |
| USA Perpignan    | Stade bagnérais  | 30-15     |
| SC Tulle         | CA Brive         | 19-22     |
| Stade toulousain | Aviron bayonnais | 24-3      |

## Semifinali
(In grassetto le qualificate alla finale)
| Squadra 1  | Squadra 2        | Risultati |
| ---------- | ---------------- | --------- |
| AS Béziers | USA Perpignan    | 16-6      |
| CA Brive   | Stade toulousain | 9-22      |

## Finale
| Arbitro: | Jacques Saint-Guilhem |

| |            | |
| mete: Buonomo, Fabre trasf.: Cantoni | Marcatori  | c.p.: Martinez |
| Titolari : Armand Vaquerin, Alain Paco, Jean-Louis Martin, Alain Estève, Michel Palmié, Jean-Marc Cordier, Pierre Lacans, Yvan Buonomo, Philippe Morrisson, Patrick Fort, Henri Mioch, Claude Martinez, Jean-Luc Rivallo, Michel Fabre, Jack Cantoni Sostituti : Marc Andrieu, Philippe Cadenat, Michel Montsarrat | Formazioni | Titolari : Christian Breseghello, Patrick Bentaboulet, Serge Laïrle, Michel Coutin, Jean-Jacques Santos, Jean-Pierre Rives, Jean-Claude Skrela, Roger Viel, Gérald Martinez, Jean-Michel Rancoule, Guy Novès, Thierry Merlos, Marcel Salsé, Dominique Harize, Serge Gabernet Sostituti : Hughes Comet, André Olhasque, Jérôme Rieu |